# گورستان سید حاتم
گورستان سید حاتم مربوط به دوره قاجار است و در شهرستان قصر شیرین، بخش مرکزی، دهستان فتح‌آباد، ۲۰۰ متری جانب راست جاده روستای سید حاتم واقع شده و این اثر در تاریخ ۲۲ اسفند ۱۳۸۵ با شمارهٔ ثبت ۱۸۱۲۹ به‌عنوان یکی از آثار ملی ایران به ثبت رسیده است. 